# جوليا قصار
جوليا قصار (1963 -) ممثلة لبنانية، عملت في المسرح والسينما والتلفزيون مع كبار المخرجين منهم ريمون جبارة ويعقوب الشدراوي ونضال الأشقر وروجيه عساف وجواد الأسدي وجلال خوري وشكيب خوري،ومنير معاصري ونيقولا دانيال وكميل سلامة وجوزيف بو نصار وسهام ناصرونبيل الأظن وغابريال يمين ومروان الرحباني وسمير حبشي ولينا أبيض.
نالت دبلوم الدراسات المعمقة (ماستر) في الفنون السمعية البصرية والمسرحية من جامعة روح القدس- الكسليك- قسم المسرح سنة 2007،
ودبلوم الدراسات العليا في التمثيل في معهد الفنون الجميلة في الجامعة اللبنانية سنة 1987. وهي أستاذة في مادة التمثيل في الجامعة اللبنانية في معهد الفنون الجميلة منذ عام 1998.

## أعمالها

### في المسرح
- 2012 الدكتاتور- نص عصام محفوظ- إخراج لينا أبيض.[4]
- 2012		مقتل ان واخواتها	نص واخراج ريمون جبارة.[5]
- 2010 فيترين			نص مشترك: نعمه نعمه -جوليا قصار-عايدة صبرا- إخراج نعمه نعمه.
- 2005 -2006		جبران والنبي 		نص منصور الرحباني- إخراج مروان الرحباني- فكرة وموسيقى أوسامة الرحباني- شاركت في مهرجانات بيبلوس الدولية سنة 2005.
- 2004		مهاجر بريسبان			نص جورج شحادة - إخراج نبيل الأظن- شاركت في مهرجانات بعلبك الدولية 2004 .
- 2003	No! No! Exit ?		اقتباس عن «الجحيم» لجان بول سارتر 	و«هيروشيما يا حبي» لمارغريت دوراس- إخراج سهام ناصر.
- 2000 	مرا لوحدا			نص داريو فو- ترجمة إلى العربية: جوليا قصار	--- -- إخراج لينا ابيض.
- 1999 		بيك نيك عا خطوط التماس نص وإخراج ريمون جبارة.
- 1998 يسعدن ويبعدن			نص روبير توما إخراج برونو جعارة.
- 1997 		هانسل وغريتل 		اقتباس عن الأوبرا ل«هومبردينك» إخراج سيلفان ليرميت.
- 1996 		طقوس الإشارات والتحولات 	نص سعد لله ونّوس، إخراج نضال الأشقر.
- 1995 		الخادمتان			نص جان جينيه، إخراج جواد الأسدي.
- 1994 		فلتانة عالآخر			نص مايكل فراين، إخراج غابريال يمين.
- 1993 مذكرات أيوب			نص الياس الخوري، إخراج روجيه عساف.
- 1993 		نهوند بند وبند			نص جورج فيدو، إخراج جلال خوري.
- 1992 		شي متل ألاسكا			نص هارولد بينتر، إخراج جيزيل بويز.
- 1992 من قطف زهرة الخريف		نص وإخراج ريمون جبارة.
- 1991 بلا لعب يا ولاد 			نص وإخراج يعقوب الشدراوي.
- 1990 خليها عالحساب			نص داريو فو، إخراج نقولا دانيال.
- 1988		مين بدو يقتل مين؟		نص روبير توما، إخراج جوزيف بو نصار.
- 1988 طرة نقشة			نص وإخراج كميل سلامة.
- 1987 	بالنسبة لبكرا شو؟		نص زياد الرحباني، إخراج منير معاصري.
- 1985 صانع الأحلام			نص لدايل ويسرمان	-	-، اقتباس وإخراج ريمون جبارة - حازت جائزة الإبداع المسرحي في أيام قرطاج المسرحية> [6]

### في السينما
- 2018 المهراجا
- 2017 محبس
- 2017 قضية رقم 23 بدور القاضية كوليت منصور
- 2016 يلا عقبالكن شباب
- 2016 ربيع - ترامونتان - للمخرج فاتشيه بولغورجيان- شارك في مسابقة الأسبوع النقاد [7]،

وترشح للكامرا الذهبية  في مهرجان كان في دورته ال69 ، كما نال جائزة السكة الذهبية الكبيرة.
- 2010 		شتي يا دني- بهيج حجيج - 		جائزة اللؤلؤة السوداء لأفضل فيلم روائي طويل مهرجان أبو ظبي السينمائي [9]
- 2009 شربل- سيناريو منير معاصري – إخراج نبيل لبس.
- 2007 ميلودراما حبيبي – هاني طنبا.
- 2007 رجل ضائع – دانيال عربيد.
- 2006		إلى اللقاء قريبا - A PLUS سيناريو وإخراج فؤاد عليوان.
- 2005 	يوم آخر أو A perfect Day فيلم لجوانا حاجي توما وخليل جريج، الحائز على جوائز عدة منها: جائزة المنطاد الفضي (Montgolfière d’argent) وجائزة أفضل موسيقى تصويرية في مهرجان القارات الثلاث في نانت (Nantes) في دورته ال27 – فرنسا.[10]
- 2005 Aftershave ، بيروت بعد الحلاقة سيناريو وإخراج هاني طنبا. جائزة السيزار (César) عن أفضل فيلم قصير 2006.[11]
- 2004		زنّار النار – اقتباس عن رواية المستبد للكاتب رشيد الضعيف، 		سيناريو وإخراج بهيج حجيج.[12]
- 2003 		طيّارة من ورق – رندى الشهال - حائز على جائزة الأسد الفضي في مهرجان البندقية سنة 2003 - (Lion d’Argent à la Mostra de Venise).[13]
- 2003 		دورالبطولة - سيناريو وإخراج ليلى عساف.
- 1995 		الشيخة – سيناريو وإخراج ليلى عسّاف.
- 1993 		الإعصار- سيناريو وإخراج سمير حبشي.

### جوائز وتكريمات
2016 جائزة المهر الطويل لأفضل ممثلة عن دورها في فيلم ترامونتان - ربيع للمخرج فاتشيه بولغورجيان في مهرجان دبي السينمائي في دورته الثاثة عشر.
- 2016 جائزة أفضل ممثلة عن دورها في الفيلم القصير «مبروك» للمخرجة سينتيا صوما في مهرجان سينماتور- كاروس (فرنسا) في دورته السابعة.[15]
- 2013 جائزة أفضل عرض مسرحي: الديكتاتور، إخراج لينا أبيض وتمثيل جوليا قصار وعايدة صبرا [16]
- 2012 شهادة تقدير لأفضل ممثلة مساعدة عن مسلسل الشحرورة بناء على إستفتاء قرّاء سيدتي لبرامج رمضان 2011.[17]
- 2012- جائزة تكريمية من مؤسسة لبنان سينما في «ليلة المبروك».[18]
- 2011جائزة أفضل ممثلة في مهرجان مالمو للأفلام العربية في السويد عن دورها في فيلم شتي يا دني للمخرج بهيج حجيج.[19]
- 2011- جائزة العربي الدغمي لأفضل ممثللة في مهرجان الرباط الدولي لسينما المؤلف (الدورة 17) عن فيلم شتي يا دني للمخرج بهيج حجيج.[20]
- 2011 – جائزة تكريمية من مؤسسة لبنان سينما- في “la nuit des Mabrouk” عن دورها في فيلم شتي يا دني.[21]
- 2010	جائزة الموريكس دور للتميز في التمثيل عن فيلم شربل	للمخرج نبيل لبس.[22]
- 2004 - جائزة أفضل دور مساعد لممثلة في أيام قرطاج السينمائية الدورة 21 عن فيلم زنار النار لبهيج حجيج.[23]

## روابط خارجية
- جوليا قصار على موقع IMDb (الإنجليزية)
- جوليا قصار على موقع ألو سيني (الفرنسية)
- جوليا قصار على موقع أول موفي (الإنجليزية)
- جوليا قصار على موقع قاعدة بيانات الأفلام السويدية (السويدية)
- جوليا قصار على موقع قاعدة بيانات الفيلم (الإنجليزية)
- جوليا قصار على موقع كينوبويسك (الروسية)